# Ларине (селище)
Ла́рине — селище Донецької міської громади Донецького району Донецької області, Україна. Розташоване на березі Кальміусу. Площа 4,990 км², населення — 2775 осіб.

## Географія
У селищі Балка Обеточна впадає у річку Кальміус.

## Загальні відомості
Адміністративно селище міського типу Ларине та селом Павлоградське входить до складу Будьоннівського району Донецька.
На території селища розташована станція Ларине, зв'язана залізничними гілками з Донецьком, Іловайськом та станцією Доля.

## Історія
До 18 століття територія, на якій розташоване селище, належало Війську Запорізькому Низовому, після знищення якого російським царатом ці землі було передано Донському козацькому війську.
Селище Ларине виникло 1872 року. У селищі проживав поміщик Ларин. Його маєток був розташований на лівому березі річки Кальміус. Ларину належало 300 десятин (близько 350 га) землі. Він займався сільським господарством, на його землях працювали селяни сусідніх сіл Попкове (тепер Обільне) й Мандрикине (тепер Авдотьїне). У господарстві поміщика був млин.
Землі на іншому, правому, березі Кальміусу належали поміщику Манжосу. У його володіннях залягав вапняк, видобутком якого займався якийсь промисловець. У 1903 році Манжос побудував вапняково-випалювальні печі, на місці яких підприємство з випалювання вапняку проіснувало до 1980-х років.
До 1917 року у Лариному було лише 6 подвір'їв. Після більшовицького перевороту 1917 року землі у Ларина конфіскували. За однією з версій до 1923 року Ларин проживав у флігелі у селищі і потім кудись виїхав, за іншою версією, начебто, був розстріляний людьми Н. Махно. Куди подівся поміщик Манжос не відомо.
Першу школу відкрито у 1917 році.
У 1930-х роках тут було утворено кілька радгоспів, що були об'єднані в один радгосп «Тепличний» у 1959 році.
Статус селища міського типу населений пункт одержав у 1938 році.
У роки Другої світової війни 210 жителів селища були на фронті, 53 з них загинули на фронтах, 151 — нагороджений бойовими орденами й медалями.
У 1970-х роках у Лариному розміщувалася контора радгоспу «Тепличний», за яким було закріплено 3720 га сільськогосподарських угідь, у тому числі 3280 га орної. Тут вирощували овочі, фрукти, картоплю, корми для тваринництва. У селищі був цегляний цех радгоспу, вапняна дільниця Макіївського металургійного комбінату, де відбувався випал вапняку. Тут були дитячі ясла, школа, в якій навчалися 563 учні, 3 клуби, 2 бібліотеки з фондом 26910 книжок, 3 медпункти й залізнична амбулаторія, в яких працювало 7 медпрацівників.
З 1980 року територія селища включена до міста Донецька (Будьонівський район).

## Населення

### Мова
Розподіл населення за рідною мовою за даними перепису 2001 року:
| Мова            | Кількість | Відсоток |
| --------------- | --------- | -------- |
| російська       | 2500      | 84.26%   |
| українська      | 394       | 13.28%   |
| вірменська      | 51        | 1.72%    |
| білоруська      | 3         | 0.10%    |
| грецька         | 1         | 0.03%    |
| інші/не вказали | 18        | 0.61%    |
| Усього          | 2967      | 100%     |

За даними перепису 2001 року населення селища становило 2967 осіб, із них 13,28 % зазначили рідною мову українську, 84,26 % — російську, 1,72 % — вірменську, 0,10 % — білоруську та 0,03 % — грецьку мову.

## Економіка
У 2013 році в селищі були розташовані 2 сільськогосподарських підприємства — ВАТ "Агрофірма «Тепличний» та ВАТ «Тепличний». ВАТ "Агрофірма «Тепличний» мало 582 га орної землі, 1 га теплиць, спеціалізувалося на вирощуванні овочей. У 2012 році висаджено яблуневий сад. Тут постійно працюювало 60 працівників, наймалися також працівники на сезонні роботи. ВАТ «Тепличний» має 2180 га орної землі, 600 голів великої рогатої худоби, мало 235 постійних працівників. Підприємство вирощувало пшеницю, ячмінь, овес, соняшник тощо, давало 25 % надходжень до селищного бюджету.
Колишній цегельний завод і вапняна дільниця Макіївського металургійного комбінату закриті, їхні споруди занехаєні й частково зруйновані.

## Пам'ятки
У селищі біля залізничного вокзалу встановлено пам'ятник на місці братської могили радянських воїнів Південного фронту, що є пам'яткою історії місцевого значення.
Між селищами Ларине та Павлоградське розташований ландшафтний заказник місцевого значення «Ларинський степ».